# Fricote
"Fricote", también conocida como "Nega do Cabelo Duro", es una canción del primer álbum del cantante y compositor Luiz Caldas, lanzado en 1985, escrita en colaboración con Paulinho Camafeu. La música es considerada el "embrión" del axé y uno de los principales éxitos de su carrera.
En 1987, alcanzó notoriedad continental con la versión del cantante puertorriqueño Chayanne, titulada Violeta. 

## Historia
En 1985, la música bahiana tomó nuevos rumbos, con el lanzamiento del álbum Magia, que alcanzó la marca de 100 mil copias, del cantante y compositor bahiano Luiz Caldas. En el álbum, la canción "Fricote" fue considerada responsable del surgimiento del axé. Con una letra considerada, por algunas personas hoy en día, prejuiciosa y sexista, la canción hizo que la carrera del cantante fuera un éxito. La canción no sólo tuvo un gran éxito, sino que además llegó con la aparición de un nuevo ritmo: "fricote", nombre homónimo, también conocido como "deboche". Este ritmo se considera el precursor del axé, el axé del primer nombre.
La canción se inspiró, según Luiz, en una supuesta "broma" entre un chico y una chica, en un bar, en la plaza principal de la ciudad de Simões Filho. En medio de la conversación, se escuchó al chico decir: "Pega ela aí pra passar batom!" ("¡Que se pinte los labios!", en español). Luego vino la canción que revolucionó la escena musical de Bahía, difundiéndose por todo Brasil, especialmente cuando Luiz fue invitado por Chacrinha, a pedido de su productor, Roberto Sant'Ana, para actuar en "Velho Warrior".

## Versiones

### Versión de Chayanne
En 1987, el cantante puertorriqueño Chayanne lanzó una versión en español de la canción titulada Violeta, la cual fue incluida en su segundo disco de estudio y fue lanzado como el tercer sencillo del mismo.

### Popularidad en Argentina
- La versión de Chayanne alcanzaría mayor notoriedad en Argentina de la mano de 2 versiones: en 1988 el grupo de cuarteto Chébere la incluiría en su disco Siempre cae bien, alcanzando notoriedad en Córdoba.[4]
- En 1990, el cantante Alcides gabaría la canción incluyéndola en el disco recopilatorio Majestuoso 2: Los reyes del baile, logrando un explosivo éxito a nivel nacional convirtiéndose con el tiempo en su canción insigne.[5][6]